# 国際連合安全保障理事会決議2735
国際連合安全保障理事会決議2735（こくさいれんごうあんぜんほしょうりじかいけつぎ2735、英: United Nations Security Council Resolution 2735）は、2024年6月10日に国際連合安全保障理事会で採択された決議である。
決議案はアメリカ合衆国が主導して提案したものであり、2024年5月31日にジョー・バイデン大統領が発表した三段階の停戦案をイスラエルが受け入れているとし、安保理はハマースに対しても遅滞なく無条件で受諾し完全に履行することを求めている。
しかし、イスラエルのレウト・シャピル・ベンナフタリ上級外交官は決議の採択直後に「無意味で際限のない交渉」を拒否すると述べ、決議内容と当事者の間の乖離が露呈した。
その停戦案の第一段階は、即時停戦及びイスラエルの刑務所に収監されているパレスチナ人拘束者と引き換えにガザ地区で拘束されている特定の人質を解放することから始まり、さらには一部の人質の亡骸の返還、ガザ地区避難民の帰還、イスラエル国防軍のガザ地区の人口密集地からの撤退が含まれている。
この提案が履行されれば、第2、第3段階を経て、ハマスに囚われた人質全員が解放され、ガザ地区の恒久的な停戦が確立し、複数年にわたる復興計画が進展していくことになる。また、ガザ地区の人口の統計上やその領域の変更を拒否し、パレスチナ自治政府の統治下でのガザ地区とヨルダン川西岸地区の統一を想定しつつ、安保理が二国家解決を支持することを再確認している。
日本を含む14理事国が賛成し、反対した理事国はおらず、拒否権を持つ常任理事国のロシアが棄権したことにより採択された。

## 採決
- 太字は常任理事国

| 賛成 (14) | 棄権 (1) | 反対 (0) |
| --- | -------- | -------- |
| - アルジェリア - 中国 - エクアドル - フランス - ガイアナ - 日本 - モザンビーク - マルタ - シエラレオネ - スロベニア - 韓国 - スイス - イギリス - アメリカ合衆国 | - ロシア |          |

## 反応

### イスラエルとパレスチナ
- イスラエル: イスラエルの国連大使は、人質と停戦に関する提案を受諾したかについて肯定も否定もせず、首相が人質全員が解放されハマスが軍事的に解体されるまで戦闘を続行するつもりであると発言したことに改めて言及した[1]。
- パレスチナ: パレスチナの大統領マフムード・アッバースは決議案の採択を歓迎した[4]。
- ハマス: 決議の内容を歓迎し、仲介者を交えて更なる交渉に臨む用意があるとした[4]。サミ・アブ・ズフリはハマスが停戦決議を受け入れたと述べた[5]。

### 理事国
- ロシア（イスラエルが停戦案を受け入れていると主張しているのはアメリカ合衆国であることから）アメリカ合衆国とイスラエルがどのような内容の停戦案で合意したのか、アメリカ以外の理事国には開示されていないとし、よって何に投票しているのかわからない暗闇に包まれた中での採決だったと、棄権の理由を説明した[1]。